# Château d'Avranches
Le château d'Avranches est un ancien château fort, du milieu du Xe siècle, dont les vestiges se dressent sur le territoire de la commune française d'Avranches, dans le département de la Manche, en région Normandie.

## Localisation
Le château d'Avranches était situé à l'extrémité du promontoire qui surplombe la ville, au confluent de la Sée et de la Sélune, dominant la baie du Mont-Saint-Michel. De par sa position stratégique, il permettait de surveiller celle-ci et de se prémunir contre de possibles incursions bretonnes, à la frontière sud-ouest du duché de Normandie.

## Historique
Le site fut occupé par les Celtes avec les Abrincates, puis par les Romains qui en font une capitale régionale, puis par les Saxons et, en 786, par les Francs.
Afin de se protéger des incursions bretonnes, la ville se fortifie et vers 950, on érige le château sous l'influence d'Onfroy le Dane (Ansfroi le Dane), avec son donjon, dont il ne reste aucun vestige. L'archéologie a confirmé que cet ouvrage, avec les tours de Rouen, et la tour d'Ivry-la-Bataille, comptait parmi les premières fortifications de pierres apparues en Normandie.
Les remparts, visibles aujourd'hui, sont contemporains du duc Guillaume de Normandie. De nombreux personnages séjournèrent dans la forteresse : Richard Ier de Normandie (v. 930-996), Guillaume le Roux (1060-1100), Robert Courteheuse (v. 1051-1134), Henri Ier Beauclerc (1068-1135).
À la fin de l'année 1203, Guy de Thouars, troisième mari de Constance de Bretagne, rendit à son suzerain l'hommage comme duc de Bretagne. En accord avec le roi de France Philippe Auguste, et la complicité de Ranulph de Blondeville, comte de Chester et vicomte d'Avranches, de Foulques Paisnel et des barons du Cotentin, Guy de Thouars attaque l'Avranchin et le Mortainais avec ses Bretons. Il pille Pontorson. Le château du Mont Saint-Michel résiste : alors il met le feu à la ville. Le château d'Avranches résista aussi : la ville et la cathédrale sont saccagées. Louis IX achètera la place d'Avranches, relèvera la forteresse, qui devint place et ville militaire et royale.
Au début du XVIIe siècle, René de Carbonnel, lieutenant pour le roi en Normandie, est gouverneur des villes et château d'Avranches.

## Description
Le château royal et son donjon carré qui se dressait le long du rempart, derrière l'actuel hôtel de ville, ont disparu au cours du XIXe siècle, mais la ville a toutefois conservé une partie de ses remparts urbain.

### La ville close
L'ancien castrum avait été au cours du Moyen Âge ceint d'une puissante enceinte. Le plan de 1775 de l'ingénieur Le Febvre ainsi que des copies de tableaux de Papillon permettent de se faire une idée de la cité fortifiée et de ses monuments à partir du sud.
On trouvait deux portes, la porte Baudange et la porte de Ponts, et près de la cathédrale, une poterne. Avant sa destruction en 1944 à la suite des bombardements, il restait la tour nord de la porte de Ponts. L'enceinte était flanquée de quatre tours, dont trois sur le front le plus menacé, entre les portes Baudange et de Ponts : les tours de l'Arsenal, du Promenoir et de la Geôle. Un premier réseau de remparts précédait cette enceinte ; des lices qui étaient encore visibles sur le plan de 1775. Entre la tour de l'Arsenal et la tour du Promenoir, sur le front ouest, se trouvait le château et son donjon. De surcroît, la porte Baudange était précédée d'un boulevard.
Il subsiste de nos jours d'importants vestiges de ces fortifications : autour de l'emplacement de l'ancienne cathédrale Saint-André ; un morceau de courtine sur le front sud, la tour de l'Arsenal ou de Saint-Louis, rue de la Belle Andrine, au revers de l'hôtel de ville, classée au titre des monuments historiques, la tour du promenoir et la courtine qui la reliait au donjon sur le front ouest, et la tour de Geöle, toutes deux le long de la place d'Estouteville.